# Vitis ruyuanensis
Vitis ruyuanensis är en vinväxtart som beskrevs av Chao Luang Li. Vitis ruyuanensis ingår i släktet vinsläktet, och familjen vinväxter. Inga underarter finns listade i Catalogue of Life.